# Josep Font i Huguet
Josep Font i Huguet (Bellpuig, Urgell, 26 desembre de 1936 - Barcelona, 29 de juny de 1988) va ser un empresari, polític, intel·lectual i escriptor lleidatà.

## Obres[3]
- Sentiment català (1980). Autobiografia i Història breu de Catalunya. Col·lecció Urgell. (La presentació es va realitzar pel Molt Honorable Josep Tarradellas i Joan, President de la Generalitat de Catalunya a l'Institut d'Estudis Ilerdencs, a Lleida).
- La Catalunya de tots I (1981). Assaig sociopolític. Col·lecció Urgell. (La presentació es va realitzar a la Biblioteca Nacional de Catalunya a Barcelona, pel Senador vitalici i Síndic de Greuges de Catalunya Sr Anton Cañellas i Balcells).
- De la crisi al canvi (1982). Assaig socioeconòmic). Col·lecció Urgell.
- Les arrels del Partit Lleidatà (1983). Assaig sociopolític). Col·lecció Urgell.
- Diàlegs municipals (1987). Assaig sociopolític.